# 退色血红杜鹃
退色血红杜鹃（学名：Rhododendron sanguineum var. cloiophorum）为杜鹃花科杜鵑花屬下的一个变种。